# Veit Müller
Veit Müller (* 3. März 1952 in Kaiserslautern) ist ein deutscher Journalist und Autor aus Baden-Württemberg.

## Leben und Werk
Der gebürtige Pfälzer studierte in Tübingen Germanistik und Anglistik. Nach einem Volontariat beim Reutlinger General-Anzeiger machte er sich 1988 als Freier Journalist  selbständig. Im Jahr 2006 erschien im Verlag Oertel & Spörer sein erster Kriminalroman „Zwischen den Zeilen lauert der Tod“. Zwei Jahre später folgte „Tod im Schönbuch“, im Jahr 2010 „Flucht im Neckartal“ und 2011 „Tübinger Blues“. Seine Romane spielen in der Region um Tübingen und Reutlingen. Die Hauptfiguren sind der Lokaljournalist Luka Blum und seine irische Freundin Nelly. Im Jahr 2009 veröffentlichte Veit Müller mehrere Kurzkrimis und -geschichten. Er ist ebenso Autor von regionalen Freizeitführern und Mitglied im Syndikat.

## Werke
Romane:
- Zwischen den Zeilen lauert der Tod (2006), ISBN 978-3-88627-245-7
- Tod im Schönbuch (2008), ISBN 978-3-88627-419-2
- Flucht im Neckartal (2010), ISBN 978-3-88627-447-5
- Tübinger Blues (2011), ISBN 978-3-88627-961-6

Kurzgeschichten:
- Schweller (Anthologie: Henker, Huren, Mordgesellen)
- Für Paul (Anthologie: Immer Ärger mit den lieben Verwandten)
- Mein Wohnzimmer (Band: Heimat in Reutlingen)

Freizeitführer:
- Die schönsten Badeseen im südöstlichen Baden-Württemberg
- Die schönsten Gaststätten in Tübingen, Reutlingen und Umgebung